# Václav Hrdlička

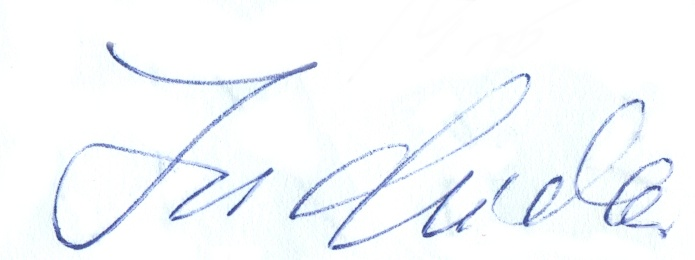
Podpis Václava Hrdličky

Václav Hrdlička (12. dubna 1962 – 2. září 2018) byl český fotbalový záložník. Jeho starší syn Tomáš Hrdlička byl také profesionálním fotbalistou, mladší syn Michal Hrdlička je sportovním komentátorem a za ženu má českou tenistku Karolínu Plíškovou

## Fotbalová kariéra
V československé lize hrál za Bohemians Praha. Nastoupil ve 27 ligových utkáních a dal 2 góly. Ve druhé lize hrál i za Železárny Třinec a Armu Ústí nad Labem.

## Ligová bilance
| Ročník"                                  | Zápasy | Góly | Klub                |
| ---------------------------------------- | ------ | ---- | ------------------- |
| 1. československá fotbalová liga 1991/92 | 4      | 1    | Bohemians Praha     |
| 1. československá fotbalová liga 1992/93 | 3      | 0    | Bohemians Praha     |
| 2. česká fotbalová liga 1995/96          | 8      | 1    | Železárny Třinec    |
| 2. česká fotbalová liga 1995/96          | 18     | 6    | Arma Ústí nad Labem |
| 1. česká fotbalová liga 1996/97          | 20     | 1    | Bohemians Praha     |
| CELKEM 1. liga                           | 27     | 2    |                     |